# Джипси 83
«Джипси 83» (англ. Gypsy 83) — фильм режиссёра и сценариста Тодда Стефенса, вторая часть его так называемой «Трилогии Сандаски».

## Сюжет
Двадцатипятилетняя Джипси Вэйл и восемнадцатилетний Клайв Уэбб, два гота, живут в небольшом городе Сандаски. Родители Джипси — Рэй и Вельвет, когда-то были в одной музыкальной группе и она тоже мечтает стать суперзвездой, как её кумир — певица Стиви Никс. Но не решается следовать своей мечте, так как её мать, тоже мечтая стать известной певицей, бросила их с отцом и уехала.
На фэн-сайте посвященном Стиви Никс она и её друг Клайв узнают о вечеринке «Ночь тысячи Стиви» в Нью-Йорке, куда приглашаются желающие поучаствовать, где на фотографии Джипси узнаёт свою мать. После долгих споров Клайв уговаривает Джипси принять участие в мероприятии и заодно встретиться с матерью, и они на машине отправляются в Нью-Йорк.
По пути они встречают различных людей — певицу Бэмби ЛеБлю в местном баре, сбежавшего амиша Захарию, студента университета Троя.
Попав на вечеринку в клубе, Джипси узнаёт, что её мать покончила с собой четыре года назад. На вечеринке Джипси исполняет песню, которую посвящает своей матери. Друзья навещают могилу Вельвет и затем Джипси решает остаться в Нью-Йорке, а Клайв возвращается в Сандаски, чтобы окончить школу.

## В ролях
- Сара Рю — Джипси Вэйл
- Кетт Тёртон — Клайв Уэбб
- Джон Доу — Рэй Вэйл
- Пауло Костанцо — Трой
- Карен Блэк — Бэмби ЛеБлю
- Ансон Скавилл — Захария

## Саундтрек
Саундтрек «Gypsy 83 (Original Soundtrack)» был выпущен 7 октября 2003 года на лейбле Metropolis.

Список композиций:
1. Claire Voyant — Pieces
2. Diva Destruction — Talk to Me
3. The Cure — Doing the Unstuck
4. Karen Black — Walking in the Jungle
5. Magenta — Eccentricity
6. Mechanical Cabaret — Nothing Special
7. Claire Voyant — Twenty-Four Years
8. Karen Black — I Want a Lip
9. Bauhaus — Severance
10. Velvet Acid Christ — Dilaudid (Postponed)
11. Apoptygma Berzerk — Suffer in Silence
12. Claire Voyant — Iolite (Francis A. Preve Remix)
13. Sara Rue — Voice So Sweet
14. The Cure – Just like heaven